# 国防生
国防生是中国曾经特有的一种大学生类型。是根据部队建设的需要，军队在大学培养的后备军官。和普通大学生一样，国防生也需要通过高考的选拔才能进入大学学习 。招收方式有参加高考的高中毕业生自愿报名和在校大学生报名两种。国防生在平时与普通大学生基本相同，不过会进行许多的军事训练。
2017年5月，根据军队改革有关部署，中国将对国防生制度进行改革，由定向招录、全程培养逐步调整为面向地方院校毕业生直接选拔招录，建立健全相关配套政策。从2017年起，不再从普通高中毕业生中定向招收国防生，也不再从在校大学生中考核选拔国防生。

## 选拔
选拔国防生的途径主要有两种。第一种即参加高考的高中毕业生自愿报名，第二种是在在校大学生中选培。满足国防生要求的才能最终成为国防生，主要需要经过政审、面试、体检三个步骤最后才会正式录取 。

## 大学
2009年，中国有117所大学招收国防生。
2017年起，不再从普通高中毕业生中定向招收、从在校大学生中考核选拔国防生，国防生制度由定向招录、全程培养逐步调整为面向地方院校毕业生直接选拔招录。。